# Pycnoclavella diminuta
Pycnoclavella diminuta is een zakpijpensoort uit de familie van de Clavelinidae. De wetenschappelijke naam van de soort is, als Clavelina diminuta, voor het eerst geldig gepubliceerd in 1957 door Kott.

## Kenmerken
Pycnoclavela diminuta leeft in groepen die zijn samengesteld uit kleine clusters van zooiden die afkomstig zijn van een gemeenschappelijke steel. Elke kolonie is ongeveer 0,5-1 cm lang. Ze zijn goudgeel-oranje van kleur en hebben witte vlekken. De vlekken variëren in vorm en grootte, maar zijn goed gedefinieerd en zijn consistent in de hele kolonie.
Deze soort kan worden verward met Pycnoclavella flava (voorheen Clavina flava), die ook witte vlekken kan hebben. Maar Pycnoclavela diminuta kan worden gedifferentieerd doordat de vlekken altijd duidelijk gedefinieerd en altijd constant zijn.

## Verspreiding
Deze soort komt op tal van locaties voor, waaronder:
- westelijke Stille Oceaan
- Indo-Westelijke Stille Oceaan
- Australië
- Lord Howe-eiland
- Nieuw-Caledonië
- Indonesië
- Filippijnen

## Ecologie
Pycnoclavella diminuta leeft op een diepte van 5 tot 20 meter in de benthische zone in grotten en onder richels. Het komt vaak voor in omgevingen met zachte koralen zoals Dendronephthya en Scleronephthya.